# Macropsis perornata
Macropsis perornata är en insektsart som beskrevs av Dlabola 1963. Macropsis perornata ingår i släktet Macropsis och familjen dvärgstritar. Inga underarter finns listade i Catalogue of Life.